# Ayneh
Ayneh é um filme iraniano de 1997 dirigido por Jafar Panahi, sobre uma garota tentando voltar da escola para casa.

## Enredo
Mina, uma aluna da primeira série, descobre que sua mãe não foi buscá-la na escola. O filme é sobre sua tentativa de encontrar o caminho de casa em meio ao barulho, à confusão e ao caos de Teerã. Mina está vestida com uniforme escolar (com um lenço na cabeça), tem um braço engessado e segura uma mochila escolar no outro. Ela encontra muitas pessoas no caminho e a maioria tenta ajudá-la, enquanto outras são surpreendentemente apáticas à sua situação. Eventualmente, o filme toma um rumo diferente quando a menina olha para a câmera pela primeira vez, quebrando a quarta parede, e alguém grita de fora da tela: "Mina, não olhe para a câmera!" O filme é uma captura da vida real dos eventos ocorridos (ou é o que parece). Mina anuncia que não quer mais atuar no filme e quer ir para casa. No final, ela volta para casa depois de devolver o microfone.

## Elenco
- Mina Mohammad Khani como Mina
- Kazem Mojdehi
- Naser Omuni
- M. Shirzad
- T. Samadpour

## Produção
Em uma entrevista de 2006, Panahi disse que o filme pretendia mostrar como "a realidade e a imaginação estão interligadas, são muito semelhantes". Ele também mencionou como o filme é encenado de uma forma que normalmente ninguém suspeitaria ser drama, mas, em vez disso, acreditaria que era real.

## Prêmios e indicações
| Premiação                                     | Categoria                               | Indicado     | Resultado |
| --------------------------------------------- | --------------------------------------- | ------------ | --------- |
| Festival Internacional de Cinema de Locarno   | Leopardo Dourado                        | Jafar Panahi | Venceu    |
| Festival Internacional de Cinema de Istambul  | Tulipa Dourada                          | Jafar Panahi | Venceu    |
| Festival Internacional de Cinema de Singapura | Tela de Prata (Melhor Diretor Asiático) | Jafar Panahi | Venceu    |
| Semana Internacional de Cine de Valladolid    | Pico Dourado                            | Jafar Panahi | Indicado  |